# Päpstliche Akademie der Sozialwissenschaften

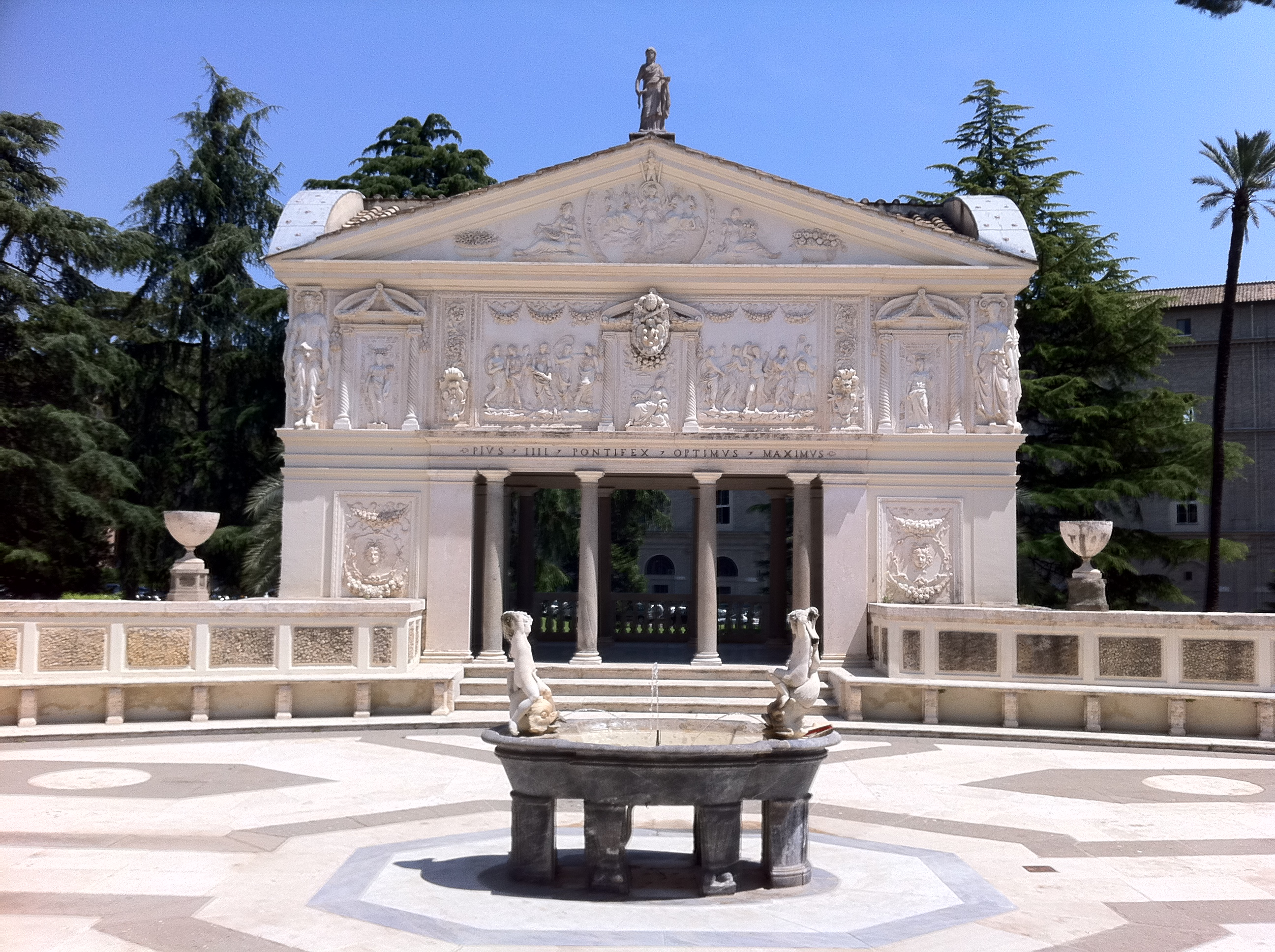
Innenhof der Akademie

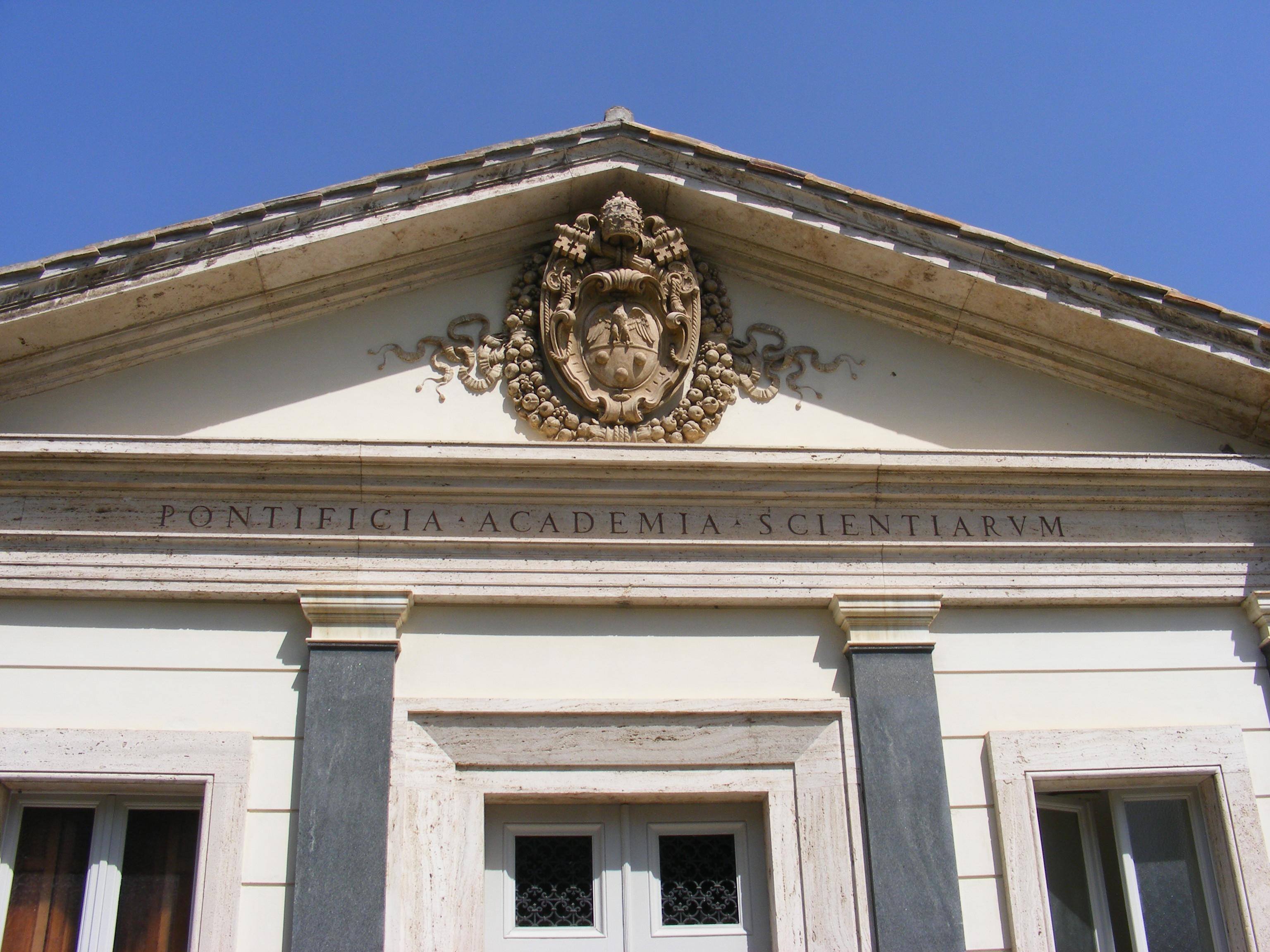
Eingang der Akademie

Päpstliche Akademie der Sozialwissenschaften (lat.: Pontificia Academia Scientiarum Socialium PASS) ist eine Päpstliche Akademie. Sie hat viele Methoden gemeinsam mit den Praktiken der Akademien in der ganzen Welt, hat dabei aber die spezielle Aufgabe der Einführung des Dialogs mit der Kirche. Ihre wissenschaftlichen Aktivitäten sollen so organisiert und fokussiert werden, dass dieser Dialog in der bestmöglichen Weise gefördert wird.

## Geschichte
Papst Johannes Paul II. gründete die Akademie am 1. Januar 1994 mit dem Motu proprio „Socalium scientiarum“. Ziel war die Förderung des Studiums und des Fortschritts der Sozialwissenschaften, vor allem Ökonomie, Soziologie, Recht und Politikwissenschaft. Die Akademie bietet der Kirche durch einen geeigneten Dialog die Möglichkeit, die Forschungsergebnisse bei der Entwicklung ihrer Soziallehre zu verwenden, und reflektiert über die Anwendung dieser Lehre in der heutigen Gesellschaft. Die Akademie, die autonom ist, pflegt eine enge Beziehung zum Päpstlichen Rat für Gerechtigkeit und Frieden.
Der Sitz der Akademie befindet sich im Casino di Pio IV im Herzen der Vatikanischen Gärten, zusammen mit dem ihrer Schwesterakademie, der Päpstlichen Akademie der Wissenschaften.

## Präsidenten
- Edmond Malinvaud vom 1. Januar 1994 bis 2004
- Mary Ann Glendon vom 9. März 2004 bis 12. April 2014
- Margaret S. Archer vom 12. April 2014 bis 2019
- Stefano Zamagni vom 27. März 2019[1] bis 1. April 2023
- Helen Alford seit 1. April 2023[2]

## Kanzler
- Renato Dardozzi vom 1. Januar 1994 an Direktor des Kanzleramts, danach vom 30. Januar 1995 bis zum 30. Juni 1997 Kanzler
- Giuseppe Pittau vom 1. Juli 1997 bis 4. Oktober 1998
- Marcelo Sánchez Sorondo vom 5. Oktober 1998 bis 5. Juni 2022
- Peter Kardinal Turkson seit dem 6. Juni 2022

## Mitglieder
- Kokunre A. Agbontaen-Eghafona (* 1959) (seit 2020)[3]
- Helen Alford OP (* 1964) (seit 2020)[4]
- Sabina Alkire (* 1969) (seit 2022)[5]
- Jutta Allmendinger (* 1956)[6]
- Tongdong Bai (* 1970) (seit 2023)[7]
- Albino Barrera OP (* 1956) (seit 2021)[8]
- Gustavo Osvaldo Béliz (* 1962)[9]
- Rocco Buttiglione (* 1948)
- Paolo Carozza (* 1963) (seit 2016)
- Marta Cartabia (* 1963) (seit 2021)[10]
- Stephen Kardinal Chow Sau-yan SJ (* 1959) (seit 2024)[11]
- Emilce Cuda (* 1965) (seit 2022)[12]
- Pierpaolo Donati (* 1946)
- Mario Draghi (* 1947)[3]
- Christoph Engel (* 1956)[13]
- Justin Farrell (* 1983) (seit 2023)[14]
- Fabio Ferrucci (* 1963) (seit 2021)[15]
- Ana Marta González (* 1969) (seit 2016)[16]
- Rodrigo Guerra López (* 1966)[17]
- Martín Maximiliano Guzmán (* 1982) (seit 2021)[18]
- Vittorio Hösle (* 1960)
- Niraja Gopal Jayal (* 1956)[19]
- John Francis McEldowney (* 1953) (November 2017)[20]
- Roland Minnerath (* 1946)
- Pedro Morandé Court (* 1948)[3]
- Riccardo Pozzo (* 1959)[21]
- Gregory M. Reichberg (* 1956) (seit 2016)[22]
- Dani Rodrik (* 1957) (seit 2020)[23]
- Tracey Rowland (* 1963) (seit 2023)[24]
- Jeffrey Sachs (* 1954) (seit 2021)[25]
- Mpilenhe Pearl Sithole (* 1972) (seit 2021)[26]
- Joseph E. Stiglitz (* 1943)
- Marcelo Suárez-Orozco (* 1956) (seit 2018)[27]
- Virgílio Viana (* 1960) (seit 2021)[28]
- Krzysztof Wielecki (* 1954) (seit 2018)[29]
- Stefano Zamagni (* 1943) (seit 2013)

## Ehrenmitglieder
- Mina Magpantay Ramirez (* 1936)
- Louis Sabourin (* 1935)

## Ehemalige Mitglieder
- Partha Dasgupta (* 1942)
- Luis Ernesto Derbez (* 1947)
- Gérard-François Dumont (* 1948)
- Mary Ann Glendon (* 1938)
- Allen D. Hertzke (* 1950)
- Francis Russell Hittinger (* 1949)
- Paul Kirchhof (* 1943)
- Hsin-Chi Kuan (* 1940)
- Juan José Llach (* 1944)
- Pierre Manent (* 1949)
- Janne Haaland Matlary (* 1957)
- Lubomír Mlčoch (* 1944)
- Yoichiro Paulo Murakami (* 1936)
- Angelika Nußberger (* 1963)
- Vittorio Possenti (* 1938)
- José T. Raga (* 1938)
- Kevin Ryan (* 1932)
- Hanna Suchocka (* 1946)
- Wilfrido V. Villacorta (* 1945)
- Stephan Vovkanych (* 1936)
- Paulus Mzomuhle Zulu (* 1941)

## Verstorbene Mitglieder
- Margaret S. Archer (1943–2023)
- Kenneth Arrow (1921–2017)
- Sergei Sergejewitsch Awerinzew (1937–2004)
- Belisario Betancur (1923–2018)
- Joachim Bony (1927–2014)
- Ombretta Fumagalli Carulli (1944–2021)
- Im Luke Jinchang (1937–1994)
- Edmond Malinvaud (1923–2015)
- Nicholas McNally (1931–2021)
- Istvan Muselay (1923–2007)
- Taketoshi Nojiri (1924–2018)
- René Rémond (1918–2007)
- Herbert Schambeck (1934–2023)
- Johannes Schasching (1917–2013)
- Michel Schooyans (1930–2022)
- Krzysztof Skubiszewski (1926–2010)
- Hans Tietmeyer (1931–2016)
- Arthur F. Utz (1908–2001)
- Bedřich Vymětalík (1928–2018)
- Hans F. Zacher (1928–2015)
- Pier Luigi Zampetti (1927–2003)
- Janusz Ziolkowski (1924–2000)
- Jerzy Benedict Zubrzycki (1920–2009)